# Nnam jezik
Nnam jezik (ISO 639-3: nbp), nigersko-kongoanski jezik kojim govori 3 000 ljudi (1987 O. Asinya) iz plemena Nnam na području nigerijske države Cross River. Jedan je od ekoid jezika dijela šire južnobantoidne skupine.

## Vanjske poveznice
- Ethnologue (14th)
- Ethnologue (15h)